# Alhaji Jeng
Alhaji Jeng (ur. 13 grudnia 1981 w Bandżul) – szwedzki lekkoatleta  pochodzenia gambijskiego, specjalizujący się w skoku o tyczce.
W 2000 zajął 8. miejsce na mistrzostwach świata juniorów w Santiago. Szósty zawodnik młodzieżowych mistrzostw Starego Kontynentu z 2001. W 2005 był ósmy na halowych mistrzostwach Europy. Rok później został halowym wicemistrzem świata. Dwa lata później, na imprezie tej samej rangi, zajął 7. miejsce. Na eliminacjach zakończył swój start podczas igrzysk olimpijskich w Pekinie.
Na początku 2009 zajął 5. miejsce na halowych mistrzostwach Europy w Turynie. W tym samym roku był dwunasty w finale mistrzostw świata w Berlinie. W 2011 nie awansował do finału podczas halowego czempionatu Europy w Paryżu i mistrzostw świata w Daegu. W 2012 nie zaliczył żadnej wysokości w eliminacjach podczas igrzysk olimpijskich w Londynie.
Na początku 2013 nie awansował do finału halowych mistrzostw Europy w Göteborgu. W sierpniu tego samego roku zajął 9. miejsce na mistrzostwach świata w Moskwie.
Wielokrotny złoty medalista mistrzostw Szwecji oraz reprezentant kraju w pucharze Europy, drużynowym czempionacie Europy oraz meczach międzypaństwowych.
Rekordy życiowe: stadion – 5,80 (24 czerwca 2006, Żukowskij); hala – 5,81 (18 lutego 2009, Sztokholm) były halowy rekord Szwecji. Jeng jest rekordzistą Gambii na otwartym stadionie (5,30) i w hali (5,02).

## Osiągnięcia
| Rok  | Impreza                                 | Miejsce   | Lokata            | Wynik (m) |
| ---- | --------------------------------------- | --------- | ----------------- | --------- |
| 2000 | Mistrzostwa świata juniorów             | Santiago  | 8. miejsce        | 5,00      |
| 2001 | Młodzieżowe mistrzostwa Europy          | Amsterdam | 6. miejsce        | 5,30      |
| 2005 | Halowe mistrzostwa Europy               | Madryt    | 8. miejsce        | 5,50      |
| 2006 | Halowe mistrzostwa świata               | Moskwa    | 2. miejsce        | 5,70      |
| 2006 | I liga pucharu Europy                   | Praga     | 1. miejsce        | 5,70      |
| 2006 | Mistrzostwa Europy                      | Göteborg  | –                 | NH        |
| 2007 | Mistrzostwa świata                      | Osaka     | el. – 15. miejsce | 5,55      |
| 2008 | Halowe mistrzostwa świata               | Walencja  | 7. miejsce        | 5,70      |
| 2008 | I liga pucharu Europy                   | Stambuł   | 1. miejsce        | 5,62      |
| 2008 | Igrzyska olimpijskie                    | Pekin     | el. – 14. miejsce | 5,55      |
| 2009 | Halowe mistrzostwa Europy               | Turyn     | 5. miejsce        | 5,71      |
| 2009 | Superliga drużynowych mistrzostw Europy | Leiria    | 8. miejsce        | 5,45      |
| 2009 | Mistrzostwa świata                      | Berlin    | 12. miejsce       | 5,50      |
| 2011 | Halowe mistrzostwa Europy               | Paryż     | el. – 10. miejsce | 5,55      |
| 2011 | Superliga drużynowych mistrzostw Europy | Sztokholm | 11. miejsce       | 5,20      |
| 2011 | Mistrzostwa świata                      | Daegu     | el. – 17. miejsce | 5,50      |
| 2012 | Igrzyska olimpijskie                    | Londyn    | el. –             | NH        |
| 2013 | Halowe mistrzostwa Europy               | Göteborg  | el. – 17. miejsce | 5,40      |
| 2013 | I liga drużynowych mistrzostw Europy    | Dublin    | 2. miejsce        | 5,40      |
| 2013 | Mistrzostwa świata                      | Moskwa    | 9. miejsce        | 5,65      |